# 弗里斯通 (加利福尼亞州)
弗里斯通（英語：Freestone）是位於美國加利福尼亞州索諾馬縣的一個非建制地區。該地的面積和人口皆未知。

## 地理
弗里斯通的座標為38°22′21″N 122°54′56″W / 38.37250°N 122.91556°W，而該地的平均海拔高度為67米（即220英尺）。